# Dagshai
Dagshai è una suddivisione dell'India, classificata come cantonment board, di 2.751 abitanti, situata nel distretto di Solan, nello stato federato dell'Himachal Pradesh. In base al numero di abitanti la città rientra nella classe VI (meno di 5.000 persone).

## Geografia fisica
La città è situata a 30° 52' 60 N e 77° 2' 60 E e ha un'altitudine di 1.733 m s.l.m..

## Società

### Evoluzione demografica
Al censimento del 2001 la popolazione di Dagshai assommava a 2.751 persone, delle quali 1.715 maschi e 1.036 femmine. I bambini di età inferiore o uguale ai sei anni assommavano a 300, dei quali 155 maschi e 145 femmine. Infine, coloro che erano in grado di saper almeno leggere e scrivere erano 2.265, dei quali 1.506 maschi e 759 femmine.